# Norman Lockyer Island
Norman Lockyer Island är en ö i Kanada.   Den ligger i territoriet Nunavut, i den nordöstra delen av landet, 3 800 km norr om huvudstaden Ottawa. Arean är 4,1 kvadratkilometer.
Terrängen på Norman Lockyer Island är lite kuperad. Öns högsta punkt är 238 meter över havet. Den sträcker sig 2,7 kilometer i nord-sydlig riktning, och 2,2 kilometer i öst-västlig riktning.